# Норт-Шор (Вірджинія)
Норт-Шор (англ. North Shore) — переписна місцевість (CDP) в США, в окрузі Франклін штату Вірджинія. Населення — 3332 особи (2020).

## Географія
Норт-Шор розташований за координатами 37°4′38″ пн. ш. 79°39′1″ зх. д. / 37.07722° пн. ш. 79.65028° зх. д. (37.077133, -79.650380).  За даними Бюро перепису населення США в 2010 році переписна місцевість мала площу 52,11 км², з яких 35,41 км² — суходіл та 16,70 км² — водойми.

## Демографія
Згідно з переписом 2010 року, у переписній місцевості мешкали 3094 особи в 1425 домогосподарствах у складі 1078 родин. Густота населення становила 59 осіб/км².  Було 2950 помешкань (57/км²).
Расовий склад населення:
| - 97,3 % — білих - 1,3 % — чорних або афроамериканців - 0,5 % — корінних американців - 0,3 % — азіатів |

До двох чи більше рас належало 0,4 %. Частка іспаномовних становила 1,0 % від усіх жителів.
За віковим діапазоном населення розподілялося таким чином: 12,5 % — особи молодші 18 років, 57,2 % — особи у віці 18—64 років, 30,3 % — особи у віці 65 років та старші. Медіана віку мешканця становила 57,7 року. На 100 осіб жіночої статі у переписній місцевості припадало 101,2 чоловіків;  на 100 жінок у віці від 18 років та старших — 101,4 чоловіків також старших 18 років.
Середній дохід на одне домашнє господарство  становив 91 387 доларів США (медіана — 69 637), а середній дохід на одну сім'ю — 103 757 доларів (медіана — 77 799). За межею бідності перебувало 2,7 % осіб, у тому числі 0,0 % дітей у віці до 18 років та 1,1 % осіб у віці 65 років та старших.
Цивільне працевлаштоване населення становило 1007 осіб. Основні галузі зайнятості: освіта, охорона здоров'я та соціальна допомога — 19,3 %, фінанси, страхування та нерухомість — 14,4 %, виробництво — 13,6 %.